# De Charon de Saint Germain

Familiewapen van De Charon de Saint Germain

De Charon de Saint Germain is een van oorsprong Frans geslacht waarvan leden sinds 1822 tot de Nederlandse adel behoren en dat in 1981 grotendeels uitstierf.

## Geschiedenis
De stamreeks begint met Jean de Charon, ontvanger van het bisdom Montauban wiens zoon in 1621 in die laatste plaats werd vermoord.
Een directe afstammeling, Guillaume de Charon de Saint Germain (1686-1765) werd in 1733 domeinraad van prins Willem IV waarna hij en zijn nageslacht in de Nederlanden gevestigd waren. Twee zonen van de laatste werden op 14 mei 1822 ingelijfd in de Nederlandse adel. Het geslacht stierf uit met jkvr. Stephanie Aleide de Charon de Saint Germain (1897-1981).